# Бабаев, Сахиль Рафиг оглы
Сахи́ль Ра́фиг оглы́ Баба́ев (азерб. Sahil Rafiq oğlu Babayev; род. 1980, Баку) — азербайджанский государственный деятель. Министр труда и социальной защиты Азербайджана (2018—2025). Министр финансов Азербайджана (с 2025). Доктор философии по юриспруденции.

## Биография
Родился в 1980 году в Баку. В 2000 году получил степень бакалавра в области международного права и международных отношений. С отличием окончил магистратуру. В 2002 году получил степень магистра. В 2010 году получил учёную степень доктора философии по юриспруденции в Бакинском государственном университете.
С 1999 по 2006 год работал в должности главного специалиста, затем начальника отдела Управления иностранных     инвестиций ГНКАР. Участвовал в разработке соглашений о долевом разделе нефти и газа, в том числе по продаже природного газа с месторождения «Шахдениз», а также в подготовке договоров по транспортировке газа по трубопроводам Баку — Тбилиси — Джейхан и Баку — Тбилиси — Эрзурум.
С 2006 по 2009 год работал в должности помощника заместителя председателя Парламента Азербайджана. Являлся координатором межпарламентского комитета по сотрудничеству между Азербайджаном и Европейским Союзом, а  также комитета Милли Меджлиса по природным ресурсам, энергетике и экологии.
С 2009 года работал начальником отдела иностранных инвестиций и координации помощи Министерства экономического развития Азербайджана. С 2011 года занимал должность начальника отдела по связям с международными организациями министерства.           
С 2009 по 2014 год являлся председателем Наблюдательного Совета ОАО «Чистый город», сопредседателем подкомитета по торговле и экономике Комитета по сотрудничеству между Азербайджаном и Европейским Союзом, руководителем группы управления программами помощи Европейского Союза и членом Совета директоров нефтедобывающего комплекса «SOCAR Türkiyə Ege» (проект НПЗ «STAR»).
13 марта 2014 года назначен заместителем министра экономики и промышленности Азербайджана. Являлся куратором по вопросам внешнеэкономической политики и торговых миссий, курировал Фонд поощрения экспорта и инвестиций Азербайджана («Azpromo»), координационный совет по транзитным грузоперевозкам. Представлял Министерство экономики в проекте Южного газового коридора.
Являлся председателем наблюдательного совета ЗАО «AzerGold», членом наблюдательного совета ОАО «Международный банк Азербайджана».
Являлся сопредседателем межправительственных комиссий между Азербайджаном и Германией, Чехией, Словенией, Аргентиной и Бразилией, азербайджано-иранской рабочей группы по финансированию строительства участка Решт — Астара международного транспортного коридора Север — Юг, а также 19-ти межправительственных комиссий.  Являлся сопредседателем межправительственных комиссий с Венгрией, Сербией, Румынией и Черногорией.
Министр труда и социальной защиты Азербайджана (21 апреля 2018 — 6 февраля 2025).
Министр финансов Азербайджана (с 6 февраля 2025).
Член партии «Новый Азербайджан».
Президент Федерации бокса Азербайджана (с 9 февраля 2022).
Владеет английским, французским, русским и турецким языками.

## Научная и преподавательская деятельность
Преподавал по совместительству на кафедре международного права Бакинского государственного университета. Читал лекции на различные темы в Азербайджанской дипломатической академии.
Участвовал в различных тренингах и курсах в области международного и договорного права в Великобритании, Франции и других странах.
Является автором диссертации и монографий по соглашениям, регулирующим долевое разделение добычи нефти и газа, международным и национальным нормативно-правовым актам, международным юридическим процессам и международным судебным процедурам.
Является председателем государственной экзаменационной комиссии по коммерческому праву на юридическом факультете Бакинского государственного университета.

## Награды
- Орден Сербского флага I степени (2023, Сербия)[8][9]
- Орден Заслуг (Венгрия) (2022)[10]